# Drapeau et armoiries du Atotonilco el Alto

Drapeau de la ville d'Atotonilco el Alto

Le drapeau de la ville de Atotonilco, représente les armoiries de la ville dans sa version la plus récente, il est composé d'un rectangle divisé en deux bandes verticales de taille identique, de couleur or et vert, avec les armoiries de la municipalité en son centre. Le drapeau d'Atotonilco el Alto est l'emblème qui représente cette ville et est utilisé par la mairie comme symbole représentatif de la ville de Los Altos. Il porte un aigle à deux têtes aux ailes déployées qui représente Charles Ier. Il a été adopté le 28 avril 2010.

## Drapeaux historiques

Drapeau de la ville de Guadalajara (2018-2021).

## Armoiries

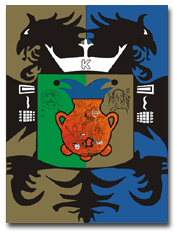
Armoiries du Atotonilco el Alto

C'est un champ divisé en deux casernes, l'une verte et l'autre dorée qui proviennent de celle du patron San Miguel Arcángel, au centre se trouve le glyphe toponymique d'Atotonilco qui est un tecuil avec de l'eau chaude.
Au sommet se trouve une couronne qui représente le même monarque et la lettre « K » était représentée par les Allemands comme Charles Ier.
Au dos se trouve un aigle à deux têtes représentant l'empereur Charles Ier d'Espagne dans deux champs de couleurs, bleu et or, qui représentent l'état de Jalisco.